# Neveste periculoase
Neveste periculoase  (titlul original: în italiană Mogli pericolose) este un film de comedie italian, realizat în 1958 de regizorul Luigi Comencini, protagoniști fiind actorii Nino Taranto, Franco Fabrizi, Renato Salvatori și Sylva Koscina. 

## Conținut
Patru perechi de prieteni se ocupă de căsnicie în moduri diferite.
Benny și soția sa Lolita sunt despărțiți acasă: relația dintre el, fanfaron și plăcut, iar ea, plângăcioasă, petulantă și mult prea puritană, pare irecuperabilă, cu atât mai mult cu cât intenționează să-și protejeze fiul, Tato, un timid student la vioară, de influența paternă, pe care o consideră nefastă.
Pirro este un bărbat de vârstă mijlocie care s-a căsătorit cu Tosca foarte tânără și frumoasă, fost artist de varietăți, și este ros de gelozie, bănuind că șeful său, Bruno, l-a promovat datorită relațiilor clandestine cu Tosca. Bruno, deși este căsătorit și cu copii, nu-i displace să continue să facă curte femeilor frumoase, dar soția sa geloasă, Ornella, stârnită de mama sa plină de viață, îi dă mereu apă la moară. Federico și Claudina, cea mai tânără, sunt recent căsătoriți și foarte îndrăgostiți.
Tosca și Ornella, mai pricepute decât Claudina, îi propun prietenei un pariu: Tosca va încerca câteva abordări cu Federico și, dacă acesta nu îi spune totul soției sale, Tosca va trebui în fața tuturor să danseze un dans de burtă ca atunci când ea a lucrat la varieteu.
Însă Federico îi raportează totul Claudinei, căreia faptele par a fi corecte, iar fosta actriță este forțată să danseze pe jumătate îmbrăcată în timpul unei seri cu prietenii, spre disperarea lui Pirro și a Ornellei. Treptat, însă, se pare că Federico ajunge să accepte pretinsa curtare a lui Tosca iar Claudina devine brusc gelosă și furioasă, dar apoi lucrurile se clarifică și totul se termină bine, chiar și cu împăcarea dintre Benny și Lolita.

## Distribuție
- Nino Taranto – Pirro
- Franco Fabrizi – Bruno
- Mario Carotenuto – Benito Bertuetti „Benny”
- Renato Salvatori – doctorul Federico Carpi
- Sylva Koscina – Tosca, nevasta lui Pirro
- Dorian Gray – Ornella, nevasta lui Bruno
- Pupella Maggio – Aurelia Bertuetti „Lolita”
- Giorgia Moll – Claudina Carpi
- Bruno Carotenuto – Tato
- Maria Pia Casilio – Elisa
- Rosalba Neri – Angelina
- Pina Gallini – domnișoara Zamparini
- Pina Renzi – mama lui Ornella
- Nando Bruno – taximetristul
- Yvette Masson – Corinne
- Vittoria Crispo – Caterina
- Ciccio Barbi –
- Riccardo Ricci –